# Municipio de Harrison (condado de Pulaski)
El municipio de Harrison (en inglés: Harrison Township) es un municipio ubicado en el condado de Pulaski en el estado estadounidense de Indiana. En el año 2010 tenía una población de 628 habitantes y una densidad poblacional de 7,67 personas por km².

## Geografía
El municipio de Harrison se encuentra ubicado en las coordenadas 41°2′23″N 86°31′20″O / 41.03972, -86.52222. Según la Oficina del Censo de los Estados Unidos, el municipio tiene una superficie total de 81.85 km², de la cual 81,62 km² corresponden a tierra firme y (0,28 %) 0,23 km² es agua.

## Demografía
Según el censo de 2010, había 628 personas residiendo en el municipio de Harrison. La densidad de población era de 7,67 hab./km². De los 628 habitantes, el municipio de Harrison estaba compuesto por el 97,61 % blancos, el 0,48 % eran afroamericanos, el 0,16 % eran amerindios, el 0,16 % eran isleños del Pacífico, el 0,8 % eran de otras razas y el 0,8 % eran de una mezcla de razas. Del total de la población el 2,39 % eran hispanos o latinos de cualquier raza.